# 129 (число)
Вижте пояснителната страница за други значения на 129.
129 (сто двадесет и девет) е естествено, цяло число, следващо 128 и предхождащо 130.
Сто двадесет и девет с арабски цифри се записва „129“, а с римски цифри – „CXXIX“. Числото 129 е съставено от три цифри от позиционните бройни системи – 1 (едно), 2 (две), 9 (девет).

## Общи сведения
- 129 е нечетно число.
- 129-ият ден от годината е 9 май.
- 129 е година от Новата ера.